# Antonov An-225

Vergelijking van de grootte:
Scaled Composites Stratolaunch
Spruce Goose
Antonov An-225
Airbus A380
Boeing 747-8

De Antonov An-225 "Mrija" (Oekraïens: Антонов Ан-225 Мрія) (NAVO-codenaam: Cossack) was een vrachtvliegtuig, ontworpen in de Oekraïense SSR door het ontwerpbureau Antonov. Gemeten naar maximum startgewicht was het het grootste vliegtuig ooit gebouwd. Het vliegtuig, ontworpen om de Boeran – de Russische tegenhanger van de spaceshuttle – te transporteren, was een vergrote versie van de succesvolle Antonov An-124. Mrija (Мрія) is Oekraïens voor "droom".
Met een maximumgewicht van 640 ton was de An-225 's werelds zwaarste en grootste vliegtuig.  De Scaled Composites Stratolaunch heeft een spanwijdte van 117 meter, de Hughes H-4 Hercules heeft een spanwijdte  van 97 meter en was hoger, maar was duidelijk korter en door het gebruik van andere materialen ook stukken lichter. Verder heeft de H-4 maar één vlucht gemaakt en kwam hij niet hoger dan 21,3 m, wat de An-225 tot het grootste vliegtuig met meerdere vluchten maakt. De An-225 was ook veel groter dan de Airbus A380, het grootste passagiersvliegtuig. De vliegtuigen die het dichtst bij komen zijn de An-124, de Boeing Dreamlifter en de Lockheed C-5 Galaxy, maar deze zijn allemaal stukken kleiner.
In september 2001 vloog de An-225 met een recordlading van 253.820 kilogram van Kiev naar Odessa en terug.
In november 2004 plaatste de FAI de An-225 in het Guinness Book of Records met zijn 240 records.
De An-225 was commercieel beschikbaar voor het vervoer van alle ladingen van extreem grote afmetingen. In 2019 was er maar één vliegtuig in actieve dienst, een tweede toestel bevond zich in onvoltooide staat op het fabrieksterrein in Kiev.

## Ontwikkelingen
De An-225 is ontworpen voor het ruimteprogramma van de Sovjet-Unie, ter vervanging van de Mjasisjtsjev VM-T. Met de mogelijkheid om raketten en ruimteveer Boeran te vervoeren is zijn missie bijna gelijk aan die van de Airbus Beluga en de Amerikaanse Shuttle Carrier Aircraft.
Twee extra Lotarev D-18-turbofanmotoren werden toegevoegd aan de nieuwe vleugeldelen, wat het totale aantal op zes bracht. Tevens werd een nieuw, sterker landingsgestel ontwikkeld met 32 wielen. De vrachtdeuren en laadhelling achteraan van de An-124 werden om gewicht te besparen weggelaten en aan de staart kwamen twee roeren in plaats van een. Een dubbele staart was nodig bij externe vracht omdat die de aerodynamica sterk beïnvloedde. De An-225 is niet ontwikkeld voor militair vervoer en kan daarom, anders dan de An-124, niet op extreem korte landingsbanen landen.
De An-225 (staartnummer UR-82060) maakte zijn eerste vlucht op 21 december 1988. Het vliegtuig kon vrachten vervoeren tot 250.000 kg intern of 200.000 kg extern. Externe vrachten mogen tot 70 meter lang zijn.
Eind jaren tachtig werd aan de bouw van een tweede An-225 begonnen, maar ten gevolge van het uiteenvallen van de Sovjet-Unie en het opheffen van het Boeran-programma, verdween de An-225 naar een afgelegen opslag. De zes motoren werden verwijderd voor gebruik bij de An-124 en de tweede, bijna voltooide An-225 werd achtergelaten.

## Operationele dienst
Na het uiteenvallen van de Sovjet-Unie wilde de Oekraïense regering geld verdienen aan haar militaire projecten. In 1989 richtte Antonov een bedrijf onder de naam Antonov Airlines op. De basis was in de hoofdstad Kiev en het bedrijf opereerde in samenwerking met Air Foyle HeavyLift vanaf de luchthaven Londen Luton.
Het bedrijf begon met een vloot van vier An-124-100's en drie An-12's, maar eind jaren negentig groeide de vraag naar een groter vliegtuig dan de An-124. Als reactie werd de An-225 opgeknapt met nieuwe motoren en aangepast voor het vervoer van zware vrachten en weer in dienst gebracht bij Antonov Airlines.
In het jaar 2000 werd duidelijk dat de An-225 de vraag niet aankon en in december 2006 besloot men om de tweede An-225 af te maken. De geplande oplevering van dit toestel werd uitgesteld tot 2008 en later. In augustus 2009 was het toestel nog niet gereed en de werkzaamheden waren inmiddels gestaakt. In mei 2011 zou een CEO van Antonov bekend hebben gemaakt dat het gereed maken van het tweede toestel een investering van op zijn minst 300 miljoen dollar zou vergen. Bovendien zou het dan nog zeker drie jaar duren voordat het toestel gereed kon zijn.

## Onherstelbaar beschadigd

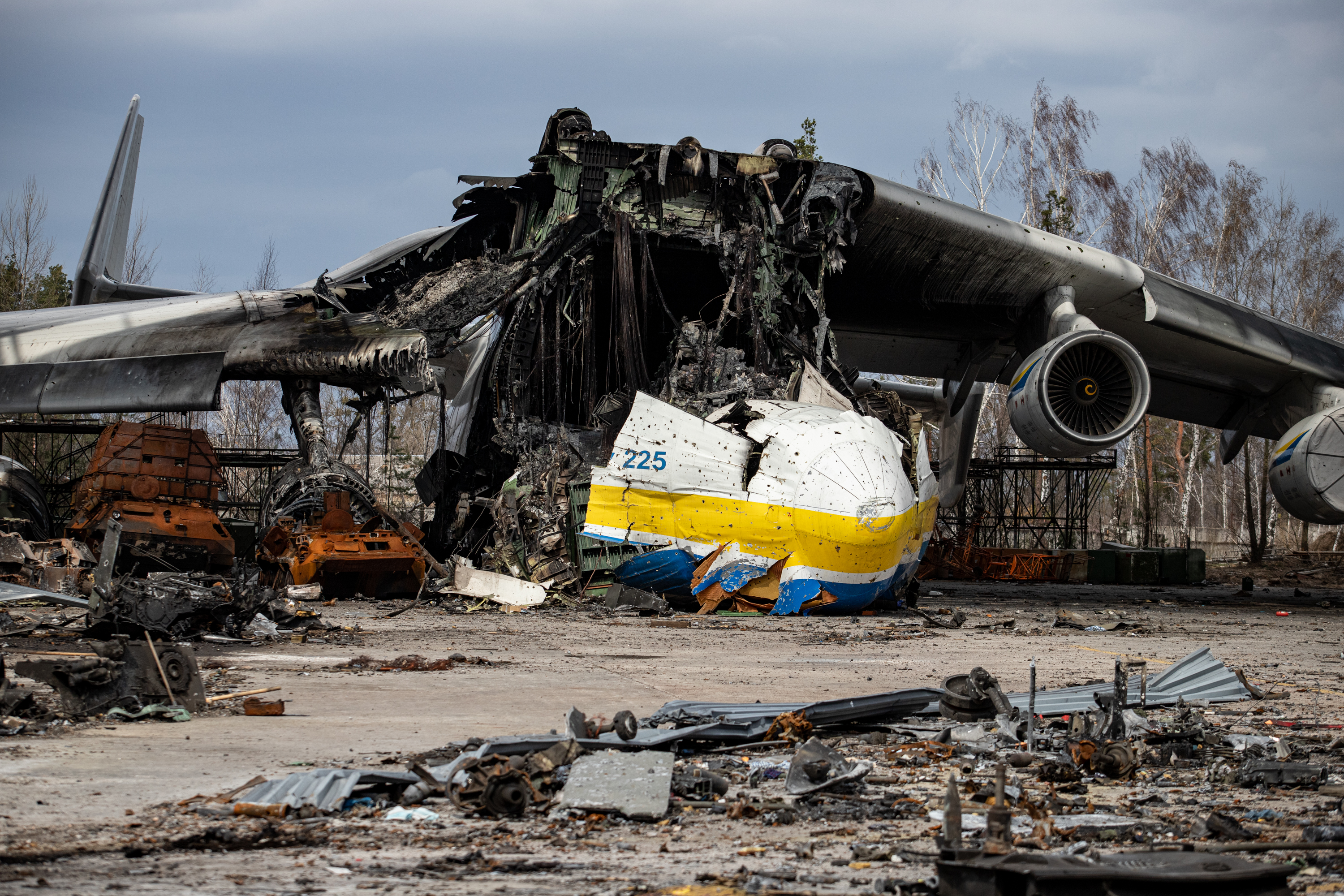
De resten van de in 2022 vernielde AN-225 Mriya op luchthaven Hostomel

Tijdens de Russische invasie van Oekraïne in 2022 stond de enige operationele An-225 in een half open hangaar op de luchthaven Hostomel bij Kiev. Bij een Russisch bombardement op 24 februari 2022 werd het toestel onherstelbaar beschadigd. De Oekraïense regering liet weten dat zij de intentie heeft om het toestel te herbouwen.

## Antonov 225 in Nederland

### Eindhoven Airport/Welschap
- Op 27 oktober 2005 landde de Antonov 225 op de vliegbasis Eindhoven om vanaf daar dekens, veldbedden en andere hulpgoederen te brengen voor de slachtoffers van de aardbeving in Pakistan. Het toestel, eigendom van Antonov Design Bureau uit Oekraïne, werd hiervoor gehuurd door het Nederlandse ministerie van Defensie.
- Op 14 juli 2008 landde het toestel nog eens in Eindhoven, dit keer om Sperwers (onbemande verkenningsvliegtuigen) en bijbehorend materiaal naar de Nederlandse strijdmacht in Uruzgan (Afghanistan) te brengen.

### Luchthaven Schiphol
- Op 26 december 2007 landde de Antonov 225 vanuit Kiev op Schiphol om gasturbines op te halen die naar Minsk werden vervoerd.[10]
- Op 6 juli 2008 landde het vliegtuig voor een tweede maal op Schiphol, na een vlucht vanaf Hostomel nabij Kiev. Het vertrek moest worden uitgesteld omdat tijdens het verplaatsen van het toestel een stuurfout was gemaakt werd door de pushbacktruck waardoor een van de wielen van het linkerlandingsgestel afbrak. De reparatie duurde enkele dagen, maar vanwege ongunstige wind duurde het tot 11 juli voordat de Antonov kon vertrekken naar de Zuid-Koreaanse havenstad Incheon.[11]

## Afbeeldingen

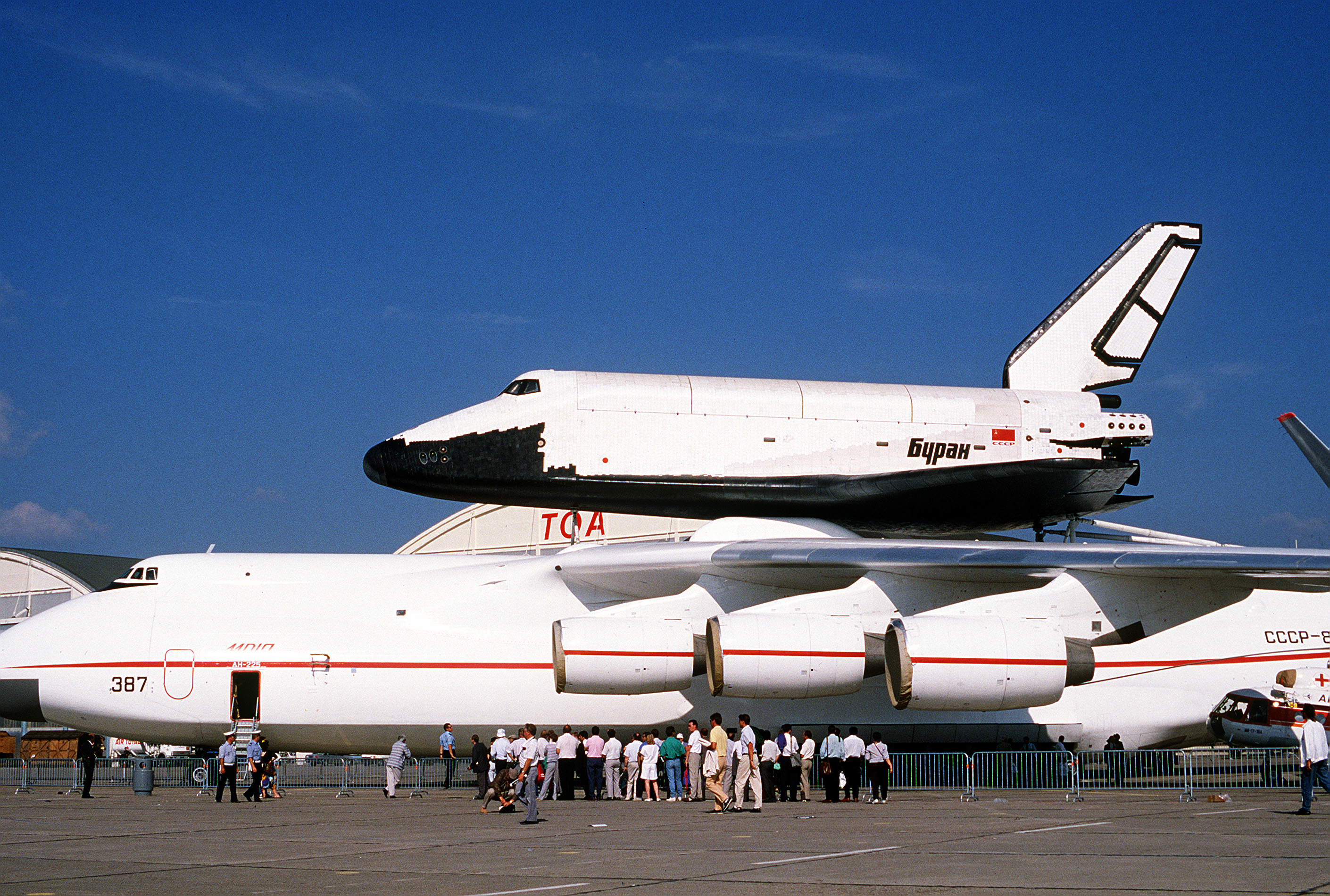
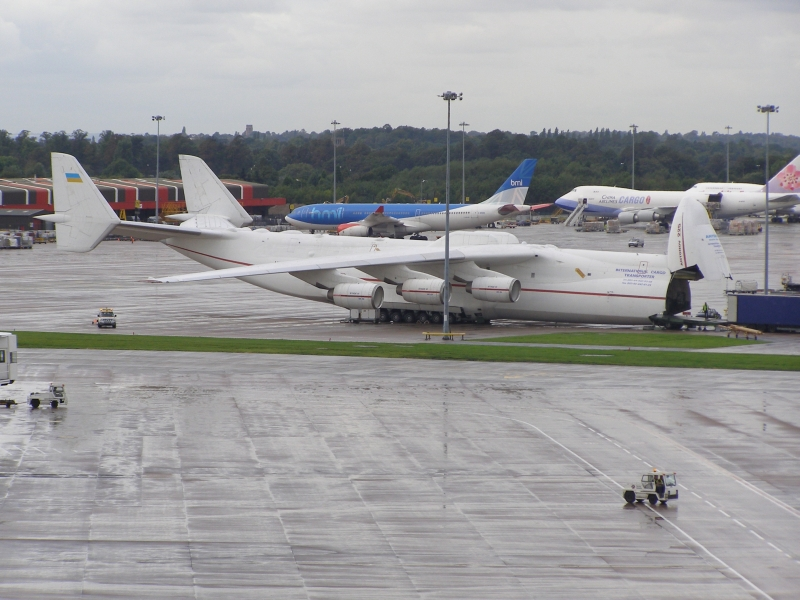
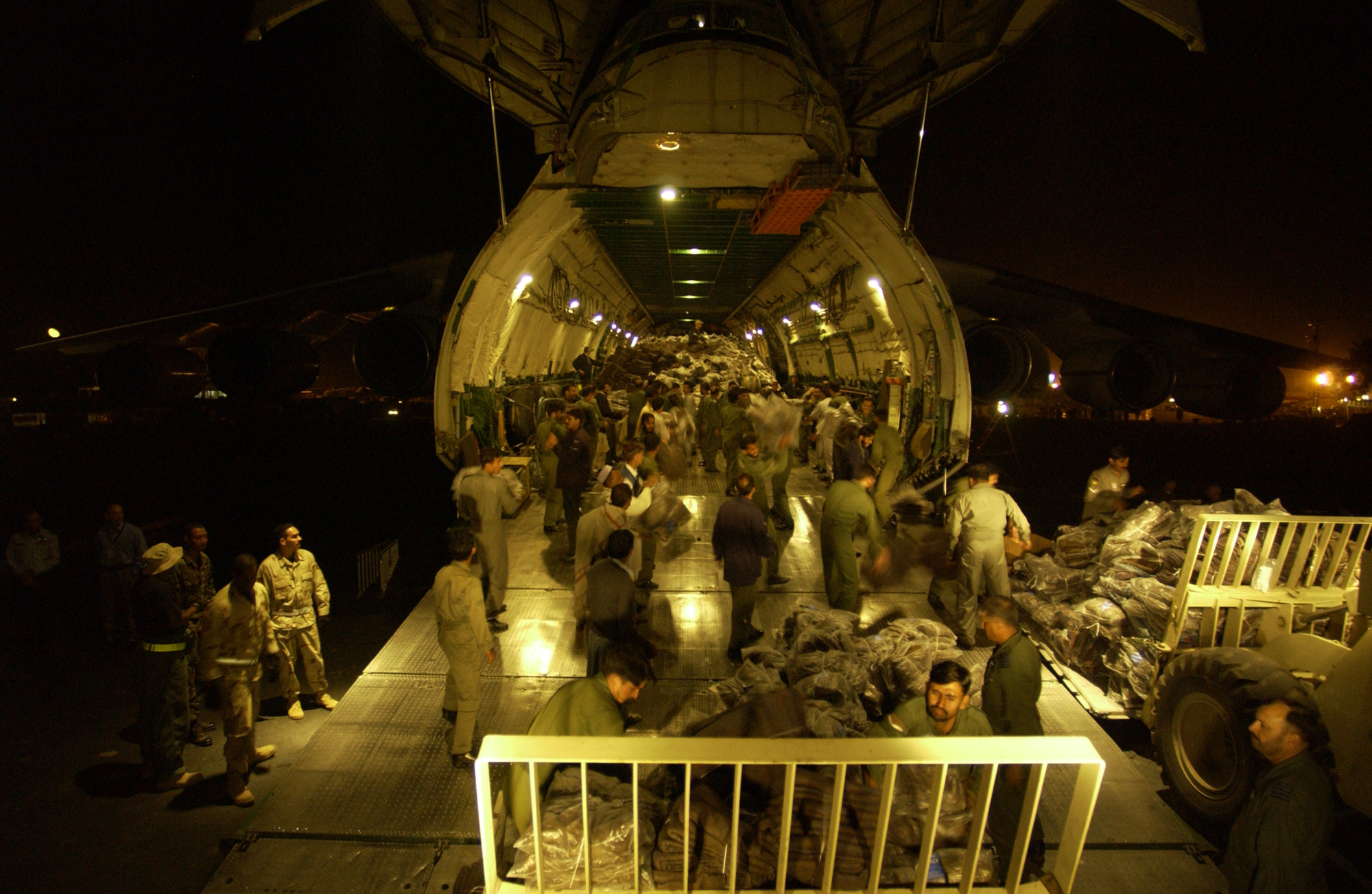